# Grand Theft Auto III
Grand Theft Auto 3 е компютърна игра в жанра 3D екшън от трето лице, издадена и разпространява от Rockstar Games.
Появява се през октомври 2001 г. за PlayStation 2 и през май 2002 за PC. Играта е в модерната перспектива от трето лице и е изцяло нова включваща в себе си всичко най-добро от първите две части и добавяща още много неща. Играта претърпява пълен успех, като от нея са продадени над 11 милиона копия по целия свят.
В играта поемате контрол върху Клод (често назоваван с обръщения като „момче“, „синко“ или „Fido“). Claude бива предаден от приятелката си и друг бандит, с когото обират банка. Докато полицията го кара с още няколко арестанти обаче, една от мафиотските банди решава да освободи техен бивш заложник. Покрай него Claude и 8 Ball (бомбаджия) също успяват да избягат, с което поемате контрол над героя. Първата част е в най-студения американски град – Liberty City.

## Liberty City
Историята на играта се развива в града Liberty City (първият град от GTA1). Сиви монолитни небостъргачи, полуразрушени индустриални квартали, богаташки покрайнини и над всичко това дъжд като из ведро – типичният облик на Ню Йорк пресъздаден в играта. Градът е разделен на три квартала (Portland, Staunton Island, Shoreside Vale) всеки със свой собствен облик. Общо „задължителните“ мисии са 73, като в тях не се включват допълнителните. Имате възможност да сте таксиджия, полицай, пожарникар и шофьор на линейка. Имате възможности за събиране на пари, като обирате бронирани микробуси (Securicar).

## Превозни средства
В играта присъстват 53 превозни средства (48 автомобила, 3 лодки, 1 „самолет“ неспособен да лети освен ако не сте чели уроци, и 1 радиоуправляема количка) всяко със свои собствени характеристики.

## Оръжия
- Ръкопашен бой
- Бейзболна бухалка
- Колт 45
- Узи
- Помпа
- АК-47
- М16
- Базука
- Снайпер
- Огнехвъргачка
- Граната
- Коктейл „Молотов“
- Дистанционен детонатор

## Мафии
Мафиите са голяма част от историята и геймплея на играта. Членовете на мафиите в играта ще ви обстрелват, ще ви помагат, ще воюват с другите банди. Колите им са модернизирани версии на обикновените превозни средства. Обикновено са по-бързи и се управляват по-лесно. Бандитите са лесен начин за вземане на оръжия. Почти всички бандити са въоръжени и ако бъдат убити/прегазени оръжията им могат да бъдат взети безплатно.
- Triads – китайската мафия, занимава се с шантаж и пране на пари. Прикритието им е рибната фабрика и пералните. Подвизават се в Chinatown в Portland. Автомобилът им е: Triad Fish Van.
- Diablos – латиноамериканска групировка, занимава се с производство и разпространение на порнография. Подвизават се в Hepburn Heights в Portland. Автомобилът им е Diablo Stallion.
- Mafia (Leone Cartel) – италианската мафия, занимава се с шантаж, грабежи, банкови машинации, публични домове. Прикритието им са ресторантите и баровете. Подвизават се в St. Mark's в Portland. Автомобилите им са Stretch и Mafia Sentinel.
- Yakuza – японската мафия, занимава се с машинации в казиното и печатане на пари. Прикритието им е казиното. Подвизават се в Torrington в Staunton Island. Автомобилът им е Yakuza Stinger.
- Colombian Cartel – колумбийци, занимават се с наркотърговия. Прикритието им е товарни превози. Подвизават се в Fort Staunton в Staunton Island и Cedar Grove в Shoreside Vale. Автомобилът им е Cartel Cruiser.
- Uptown Yardies – ямайци, занимават се с разпространение на наркотици. Прикритието им е производство на реге музика. Подвизават се в Newport в Staunton Island. Автомобилът им е Yardie Lobo.
- Southside Hoods – малка групиравка разделена на две враждуващи фракции – червените (Red Jacks) и лилавите (Purple Nines), занимават се с джебчийство. Подвизават се в Wichita Gardens, Shoreside Vale. Автомобилът им е Hoods Rumpo XL.